# Lori Martin
Lori Martin (18 de abril de 1947 - 4 de abril de 2010) fue una actriz cinematográfica y televisiva estadounidense, principalmente infantil; recordada por su papel en la serie televisiva National Velvet (1960-1962) y como la hija de Gregory Peck en el thriller cinematográfico El cabo del terror (1962).

## Primeros años
Su verdadero nombre era Dawn Catherine Menzer, y nació en Glendale (California), al mismo tiempo que su hermana melliza, Doree. Nació pequeña y débil, pero sobrevivió pasando varias semanas en una incubadora. Su padre era Russell C. Menzer (1916–1999), director artístico de MGM y Warner Brothers. Las mellizas tenían un hermano menor, Stephen, y una hermana mayor, Jean, que sería doble de riesgo para actrices en Hollywood. 
Cuando tenía seis años de edad su madre la llevó a un agente especializado en actores infantiles, pensando que así podría tener un buen futuro económico. Martin causó buena impresión y superó una entrevista para participar en un anuncio comercial de Chrysler.
Además de actuar en varios anuncios comerciales, consiguió pronto papeles en los filmes Machine Gun Kelly (1958), The FBI Story (1959), y Cash McCall (1959). Además, participó en diferentes series televisivas, entre ellas Medic, Wagon Train, Alfred Hitchcock Presents,  Leave It to Beaver, y Whirlybirds. Otra de las producciones en las que intervino fue el programa de entrevistas de la NBC Here's Hollywood.

## National Velvet
A los 12 años de edad Martin era la aspirante número 975 para el papel de Velvet Brown en la nueva serie de la NBC National Velvet, personaje que le daría reconocimiento. Tras conseguir el papel, su nombre fue cambiado por el de Lori Martin. En la serie, la actriz Ann Doran interpretaba a su madre, Martha Brown. Uno de los motivos por los cuales habría obtenido el papel habría sido su parecido con Elizabeth Taylor, que tenía la misma edad cuando interpretó la famosa versión cinematográfica en 1944.
Se emitieron 54 episodios entre 1960 y 1962, y la crítica y el público fueron extravagantes alabando las actuaciones de Martin. La serie fue finalmente cancelada por la NBC en 1962 debido a la enorme popularidad del competidor de la CBS en la misma franja horaria, el programa The Ed Sullivan Show. 

## Cape Fear
En 1962 Martin consiguió el papel de Nancy Bowden en la película El cabo del miedo, protagonizada por Gregory Peck, Polly Bergen, y Robert Mitchum. Martin, con catorce años, decía estar muy satisfecha de su actuación, pero que semanas después del rodaje tenía todavía pesadillas como consecuencia del rodaje de la escena en la que es acechada por el personaje de Mitchum. El director del film, J. Lee Thompson, originalmente quería que Hayley Mills hiciera el papel de Martin.

## Carrera como cantante
Martin decidió probar suerte con la canción, y lanzó su único single con el sello de Bob Keane Del-Fi Records. Grabado en los estudios Radio Recorders de Hollywood en septiembre de 1963, el disco contenía las canciones "The House of the Boy I Love" y "Mine 'Til Monday".

## Últimos años
Tras Cape Fear, Martin actuó en series televisivas como Slattery's People, Sam Benedict, Breaking Point, Please Don't Eat The Daisies, My Three Sons y Mis adorables sobrinos. Otras películas donde obtuvo un papel fueron La jauría humana (1966) y The Angry Breed (1968).
A principios de los años setenta, Martin decidió hacer una pausa en su carrera como actriz, en parte por motivos de índole familiar, aunque también para evitar encasillamientos. Unos años después intentó volver a actuar, pero los cambios en el casting y las nuevas técnicas la desanimaron. 
Martin se casó más adelante con Charles Breitenbucher, con el que tuvo un hijo, Brett, y se mudó a Westlake Village, California, y, posteriormente, a Oakhurst (California) donde vivía bajo su nombre de casada, Dawn Breitenbucher y dirigió una empresa de suministros médicos con su esposo hasta la muerte de este en 1999. 
Lori Martin falleció en 2010 en Oakhurst (California), unas semanas antes de cumplir 63 años, al suicidarse de un disparo. Desde la muerte de su marido luchaba con una esquizofrenia y consumo de drogas. Sus restos fueron incinerados y las cenizas esparcidas en el mar.

## Selección de sus actuaciones televisivas y cinematográficas
- La jauría humana (1966)
- Leave It To Beaver (1963)
- Cri Cri (1963, México)
- Cape Fear (1962)
- National Velvet (1960–1962)
- Cash McCall (1959)
- The FBI Story (1959)
- Machine-Gun Kelly (1958)